# Indiana State Police
A Indiana State Police (Polícia do Estado de Indiana), é a agência de aplicação da lei em todo o estado do estado de Indiana nos EUA. Indiana foi o 12º estado a oferecer proteção a seus cidadãos com uma força policial do Estado.
Sua sede fica no Indiana Government Center North, em Indianápolis.

## História
Em 15 de julho de 1921, a legislatura de Indiana, com a aprovação do governador, nomeou "todos os deputados necessários, além dos atuais oficiais da lei" para fazer cumprir uma lei de registro de veículos recém-promulgada.
O secretário de Estado nomeou uma Polícia de Indiana com 16 motoristas, tornando-se a primeira agência de aplicação da lei no estado a ter jurisdição em todo o estado para fazer cumprir as leis de trânsito, embora eles tivessem apenas autoridade "limitada" e só estivessem autorizados a fazer cumprir as "regras de a estrada "e leis de veículos a motor.
Em 10 de março de 1927, a legislatura de Indiana criou um Escritório de Identificação e Investigação Criminal, também sob a Secretaria de Estado, com o objetivo de instalar e manter "sistemas de identificação local para a identificação e acusação de criminosos e a investigação de crimes". [8] Em 1933, a Polícia Estadual de Indiana foi formada em grande parte por policiais de trânsito mal treinados e pouco treinados, que sobraram da Polícia de Veículos Motorizados. A primeira "academia" formal começou em 15 de julho de 1935 e consistia em entre 80 e 100 candidatos. A academia formou suas primeiras tropas a partir de 1976.

## Organização
A Polícia Estadual de Indiana é atualmente liderada pelo superintendente Douglas G. Carter, cujo cargo é indicado pelo governador. Sua equipe de comando inclui um superintendente assistente que ocupa o posto de coronel e quatro vice-superintendentes, cada um ocupando o posto de tenente-coronel que gerencia quatro áreas principais de responsabilidade:
- A Gestão Financeira inclui a Divisão Fiscal e a Divisão de Logística.
- Os Serviços de Suporte incluem a Divisão de Dados de Justiça Criminal, Divisão de Laboratório, Divisão de Registros e Escritório de Informação Pública.
- As Investigações incluem o Escritório de Padrões Profissionais, Divisão de Treinamento e Divisão de Investigação Criminal.
- A Operação inclui a Divisão de Operação de Veículos Comerciais, Divisão de Recursos Humanos e Divisão de Suporte a Operações.

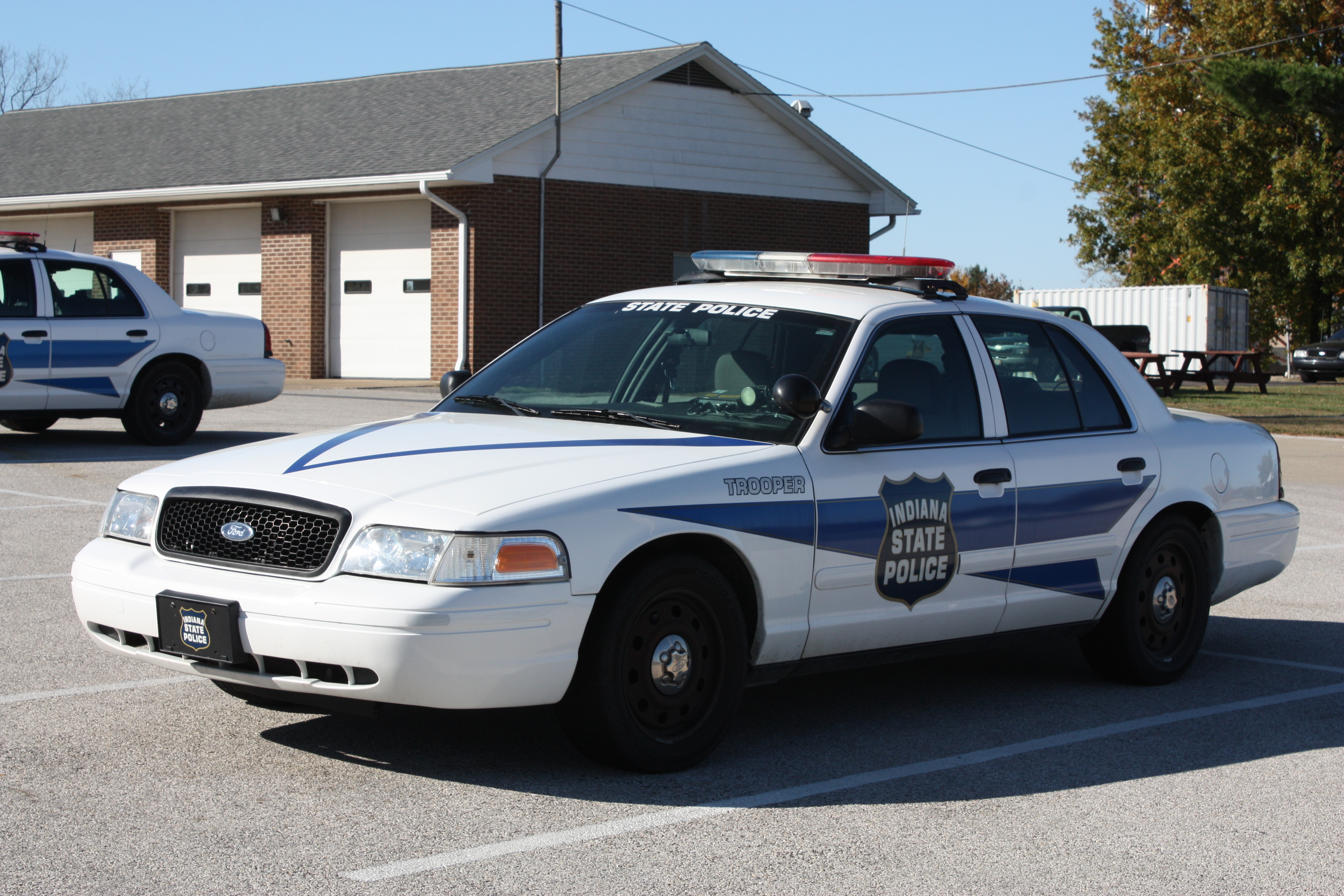
Viatura Ford Crown Victoria Police Interceptor da corporação

  - Viatura Ford Crown Victoria Police Interceptor da corporaçãoAs operações de fiscalização em todo o estado são de responsabilidade de um comandante da "zona norte" e outro da "zona sul", que é composto ainda por cinco áreas separadas, cada uma comandada por um capitão. Essas áreas são divididas em 14 distritos, cobrindo de quatro a 11 municípios cada e são comandadas por um tenente.

## Lista de superintendentes da ISP
- Robert T. Humes (1921–1930)†[8]
- Grover C. Garrott (1930–1933)†
- Albert G. Feeney (1933–1935)
- Donald F. Stiver (1935–1944)
- Austin R. Killian (1945–1947)
- Robert R. Rossow (1947–1949)
- Arthur M. Thurston (1949–1952)
- Robert A. O'Neal (1952–1953)
- Frank A. Jessup (1953–1957)
- Harold S. Zeis (1957–1961)
- John J. Barton (1961–1963)
- George A. Everett (1963–1965)
- Robert A. O'Neal (1965–1968)
- Arthur R. Raney, Jr. (1968–1969)
- Robert K. Konkle (1969–1973)
- Robert L. DeBard (1973–1977)
- John T. Shettle (1977–1987)
- Larry D. Furnas (1987–1989)
- Lloyd R. Jennings (1989–1997)
- Melvin J. Carraway (1997–2005)
- Paul E. Whitesell, Ph.D. (2005–2012)
- Douglas G. Carter (2013– )

 † Chief of the Indiana Motor Vehicle Police